# Какабети
Какабети (груз. კაკაბეთი) — село в Грузии. Находится в Сагареджойском муниципалитете края Кахетия. Высота над уровнем моря составляет 700 метров. Население — 2771 человек (2014).